# Trachyphloeus inermis
Trachyphloeus inermis  (лат.) — вид долгоносиков из подсемейства Entiminae.

## Описание
Жук длиной 2—3 мм. Верхняя часть тела в более или мене редких серо-землистых чешуйках. Щетинки на надкрыльях тонкие, не расширенные. Верхний край усиковой бороздки направлен к глазу, нижний направлен к нижней стороне головотрубки. Головотрубки слабо выпуклая, без резкой продольной бороздки и лобной ямки.